# Aleksander Zacharenko
Aleksander Zacharenko (ur. w 1876 w Petersburgu, zm. w 1955 w Tokio) – rosyjski i japoński oficer, buddysta.
W 1901 roku wyemigrował do Japonii, gdzie poślubił Sakai Akane. W kraju tym pełnił liczne funkcje doradcze ds. modernizacji armii. W wojnie rosyjsko-japońskiej stanął po stronie swojej nowej ojczyzny i wyjechał na front, gdzie zajmował się tłumaczeniami i doradztwem. W czasie rewolucji 1917 r. zajmował się pomocą dla oddziałów Białej Armii. Traktowany był on jednak przez nich jak zdrajca. 
W okresie międzywojennym pracował w Sztabie Generalnym wojsk Japonii jako doradca ds. Rosji Radzieckiej, a później przeniesiony w stopniu pułkownika do Mandżukuo, gdzie zajmował się kontaktami między licznymi rosyjskimi oficerami a Tokio. Nie odegrał jednak ważniejszej roli w czasie wojny, gdyż już w 1935 roku powrócił na stałe do Japonii, gdzie odszedł na emeryturę.